# Neoglyphidodon bonang
Neoglyphidodon bonang är en fiskart som först beskrevs av Pieter Bleeker 1852.  Neoglyphidodon bonang ingår i släktet Neoglyphidodon och familjen Pomacentridae. Inga underarter finns listade i Catalogue of Life.